# Adolf Sjöding
Adolf Sjöding, född 4 november 1816 i Häggdångers församling, död 4 juli 1900 i Finska församlingen, Stockholm, var en svensk präst.

## Biografi
Adolf Sjöding föddes 1816 i Häggdångers församling. Han var son till kyrkoherden Eric Sjöding i överluleå församling och Anna Margareta Westman. Sjöding blev 23 februari 1836 student vid Uppsala universitet och var medlem i Norrlands nation. Han prästvigdes 13 november 1841 i Härnösands domkyrka till nådårspredikant i Överluleå församling efter sin fader. Sjöding blev 13 april 1843 nådårspredikant i Överkalix församling och 28 februari 1844 pastorsadjunkt i Nedertorneå församling. Han var mellan 1845–1846 vice komminister i Överkalix församling och blev 2 mars 1846 pastorsadjunkt i Övertorneå församling. Sjöding blev 1850 vice pastor i Pajala församling och stannade där under två månader. Han blev 27 feburiar 1850 vice komminister i Hietaniemi församling och avlade 26 november 1851 pastoralexamen i Härnösand. Sjöding blev 22 september 1855 kyrkoherde i Finska församlingen, Stockholm, tillträdde 1 november 1855 och fick 14 november 1855 palts som assessor i Stockholms konsistorium. Han utnämndes 1877 till ledamot av Nordstjärneorden och avled 1900 i Finska församling, Stockholm.

### Familj
Sjöding gifte sig 2 oktober 1845 i Överkalix församling med Carolina Dorothea Almquist (1822–1872), dotter till kyrkoherden Christopher Almquist i Överkalix församling och Cajsa Sofia Wennberg. De fick tillsammans barnen Hilda Carolina Sjöding (1846–1857), Ida Adolfina Sjöding (1847–1896) som var gift med läroverksadjunkten Ernst Adolf SJögren i Mariestad, Anna Erika Sjöding (1850–1929), Adolf Sjöding (1852–1857), Hanna Sofia Sjöding (1854–1858), telegrafisten och postexpeditionsföreståndaren Selma Mathilda Sjöding (1856–1930) i Bergkvara och extra ordinarie hovrättsnotarien Adolf Sjöding (1863–1908).